# Francesco Cazzulini
Francesco Cazzulini (Ricaldone, 15 agosto 1920 – Nowo Postojalowka, 20 gennaio 1943) è stato un militare italiano, decorato con la medaglia d'oro al valor militare alla memoria durante la seconda guerra mondiale.

## Biografia
Nacque a Ricaldone (provincia di Alessandria) il 15 agosto 1920, figlio di Costantino e di Maria Gaviglio di professione contadini. si arruolò nel Regio Esercito nel marzo 1940, destinato a prestare servizio nel Battaglione "Ceva" del 1º Reggimento alpini. Dopo l'entrata in guerra dell'Italia, il 10 giugno 1940, prese parte alle operazioni contro la Francia sulla frontiera occidentale. Con l'inizio della campagna di Grecia, nel mese di dicembre il suo battaglione fu mandato in Albania, dove prese parte ai combattimenti sul fronte greco-albanese. Dopo la capitolazione greca fu trattenuto in servizio attivo nel settembre 1941, ed un anno dopo, il 31 luglio 1942, partì con il suo reggimento per il fronte russo, al seguito della 4ª Divisione alpina "Cuneense".
Cadde in combattimento durante le concitare fasi della ritirata dell'8ª Armata, in seguito allo sfondamento del fronte da parte dell'Armata Rossa. Il 20 gennaio 1943 durante un attacco notturno lanciato dal battaglione "Ceva", contro una forte posizione nemica a Nowo Postojalowka (Russia), fu ferito, ma rifiutatosi di ritornare nelle retrovie continuò ad avanzare finche non cadde a terra mortalmente colpito. Per il coraggio dimostrato in tale frangente gli fu assegnata la Medaglia d'oro al valor militare alla memoria. Le sue spoglie mortali riposano in terra di Russia, e gli è stato intitolato il gruppo dell'Associazione Nazionale Alpini di Ricaldone, sezione di Acqui Terme.

### Annotazioni
1. ↑  Originario di Acqui.
2. ↑  La signora Maria Gaviglio era originaria di Alice Bel Colle.
3. ↑  Conostiuta inizialmente come ARMIR era al comando del generale Italo Gariboldi.

### Fonti
1. 1 2 3 4  Bianchi, Cattaneo 2011, p. 396.
2. 1 2 3 4  L'Ancora n.15, 23 aprile 2006, p. 15.
3. 1 2 3  Bianchi, Cattaneo 2011, p. 397.
4. ↑  Registrato alla Corte dei Conti il 15 aprile 1949, Esercito registro 11, foglio 173.

### Periodici
- Medaglie d'oro alpine, in L'Ancora, n. 15, Aqui Terme, Editrice L'Ancora soc. coop. a.r.l., 23,  p. 3.